# Atriplex intracontinentalis
Atriplex intracontinentalis là loài thực vật có hoa thuộc họ Dền. Loài này được Sukhor. mô tả khoa học đầu tiên năm 2007.